# Jarosław Mika
Jarosław Mika (ur. 31 października 1962 w Lesznie) – generał Wojska Polskiego; dowódca Brygady Wsparcia Dowodzenia Wielonarodowego Korpusu Północny Wschód (2008–2011); dowódca 11 Lubuskiej Dywizji Kawalerii Pancernej (2014–2017); Dowódca Generalny Rodzajów Sił Zbrojnych (2017–2023).

## Życiorys
Dzieciństwo i młodość spędził w Kąkolewie. Ukończył II Liceum Ogólnokształcące w Lesznie.

### Przebieg służby wojskowej
W latach 1981–1985 był podchorążym Wyższej Szkoły Oficerskiej Wojsk Pancernych w Poznaniu. W 1985 promowany na podporucznika. Służbę zawodową w latach 1985–1990 pełnił na stanowiskach od dowódcy plutonu do dowódcy batalionu czołgów w Słubicach (23 pułk czołgów średnich) i w Kożuchowie (13 pułk zmechanizowany), w jednostkach 5 Dywizji Pancernej w Gubinie. W latach 1990–1993 był słuchaczem Akademii Obrony Narodowej w Rembertowie. Po ukończeniu studiów został przeniesiony do Zarządu Ogólnego Inspektoratu Szkolenia Sztabu Generalnego Wojska Polskiego. W latach 1995–1996 ukończył  międzynarodowe kursy: w Holandii (Międzynarodowy Kurs Orientacyjny) i Wielkiej Brytanii (Strategic Policy Planning at the Queens University International Study Centre). Od 1997 pełnił służbę w Dowództwie Wojsk Lądowych na stanowiskach: starszego oficera operacyjnego, szefa Wydziału Planowania i Analiz Ekonomicznych, szefa Oddziału Planowania oraz zastępcy szefa Zarządu Planowania Rozwoju Wojsk Lądowych.
W latach 2006–2011 uczestniczył w misjach Polskiego Kontyngentu Wojskowego – dwa razy w Republice Iraku i raz w Islamskiej Republice Afganistanu. W 2007 przebywał jako asystent dowódcy Wielonarodowej Dywizji Centrum-Południe w Iraku (VIII zmiana PKW Irak). W 2008 został dowódcą Brygady Wsparcia Dowodzenia Wielonarodowego Korpusu Północny Wschód w Stargardzie Szczecińskim. W tym samym roku ukończył Podyplomowe Studium Polityki Obronnej w Akademii Obrony Narodowej w Rembertowie. Od 14 marca 2011 dowódca 20 Bartoszyckiej Brygady Zmechanizowanej w Bartoszycach. Od maja 2011 zastępca dowódcy Regionu Wschodniego do spraw koalicyjnych Polskiego Kontyngentu Wojskowego ISAF w Islamskiej Republice Afganistanu. Od 7 czerwca 2013 był zastępcą dowódcy – szefem sztabu 12 Szczecińskiej Dywizji Zmechanizowanej. 17 lutego 2014 objął obowiązki dowódcy 11 Lubuskiej Dywizji Kawalerii Pancernej w Żaganiu.
Z dniem 7 lutego 2017 został powołany na stanowisko Dowódcy Generalnego RSZ przez prezydenta RP Andrzeja Dudę na wniosek ministra obrony narodowej Antoniego Macierewicza. 24 stycznia 2018 złożył wizytę w Garnizonie Stargard w 102 batalionie ochrony. 22 lutego 2018 prezydent RP Andrzej Duda, na wniosek ministra obrony narodowej Mariusza Błaszczaka, mianował go na stopień generała broni. Akt mianowania odebrał z rąk prezydenta 1 marca 2018 w trakcie obchodów Narodowego Dnia Pamięci „Żołnierzy Wyklętych”. Postanowieniem Prezydenta Rzeczypospolitej Polskiej, Zwierzchnika Sił Zbrojnych RP Andrzeja Dudy z dnia 7 listopada 2019 mianował go z dniem 12 listopada 2019 na stopień generała. Akt mianowania odebrał 12 listopada 2019 z rąk prezydenta RP Andrzeja Dudy w Pałacu Prezydenckim. 6 lutego 2020 odebrał od prezydenta RP Andrzeja Dudy akt powołania z dniem 7 lutego 2020 na drugą kadencję na zajmowanym dotychczas stanowisku na wniosek ministra obrony narodowej Mariusza Błaszczaka.
10 marca 2020 Ministerstwo Obrony Narodowej poinformowało o wykryciu u generała koronawirusa SARS-CoV-2. Przebywał on wcześniej w Niemczech na naradzie wojskowej. Tym samym stał się jedną z pierwszych osób w Polsce z potwierdzonym zarażeniem wirusem. 16 grudnia 2020 w ambasadzie Republiki Federalnej Niemiec w Warszawie otrzymał Krzyż Honorowy Bundeswehry w Złocie, przyznany mu w uznaniu zasług na rzecz rozwoju polsko-niemieckiej współpracy wojskowej. Odznaczenie wręczył mu ambasador Arndt Freytag von Loringhoven.
6 lutego 2023 zakończył służbę wojskową, kończąc jednocześnie drugą kadencję Dowódcy Generalnego Rodzajów Sił Zbrojnych (jego następcą został gen. broni Wiesław Kukuła). 

## Awanse generalskie
- podporucznik – 1985[2]

(...)
- generał brygady – 9 sierpnia 2011[19]
- generał dywizji – 15 sierpnia 2014[20]
- generał broni – 22 lutego 2018[8]
- generał – 12 listopada 2019[11]

## Ordery, odznaczenia i wyróżnienia
W 42 letniej służbie wojskowej był wyróżniany:

- Krzyż Oficerski Orderu Odrodzenia Polski – 2023[21]
- Krzyż Kawalerski Orderu Odrodzenia Polski – 2017[22][23]
- Złoty Krzyż Zasługi – 2007[24]
- Srebrny Krzyż Zasługi – 2001[25]
- Wojskowy Krzyż Zasługi z Mieczami – 2012[26]
- Gwiazda Iraku[27]
- Gwiazda Afganistanu[27]
- Złoty Medal „Siły Zbrojne w Służbie Ojczyzny”[27]
- Srebrny Medal „Siły Zbrojne w Służbie Ojczyzny”
- Brązowy Medal „Siły Zbrojne w Służbie Ojczyzny”
- Złoty Medal „Za zasługi dla obronności kraju”[27]
- Srebrny Medal „Za zasługi dla obronności kraju”
- Brązowy Medal „Za zasługi dla obronności kraju”
- Odznaka pamiątkowa Dowództwa Wojsk Lądowych (nr 113) – 1997
- Odznaka pamiątkowa 20 BZ
- Odznaka pamiątkowa 12 SDZ
- Odznaka pamiątkowa/honorowa 11 LDKPanc – 2014, ex officio
- Odznaka pamiątkowa 10 BKPanc – 2014[28][29]
- Odznaka pamiątkowa DG RSZ – 2017, ex officio
- Odznaka absolwenta Podyplomowych Studiów Polityki Obronnej AON
- wpis do Księgi Honorowej Wojska Polskiego – 2017[30]
- Medal „Zasłużony dla miasta Mławy” – 2012[31][32]
- Odznaka Honorowa Złota Zasłużony dla Województwa Dolnośląskiego – 2018[33]
- Medal Pamiątkowy Wielonarodowej Dywizji Centrum-Południe w Iraku
- Medal „Kapituła Katedry Polowej - Zasłużonym” – 2023[34]
- Medal „Milito Pro Christo” – 2019[35][36][37]
- Medal „W służbie Bogu i Ojczyźnie” – 2019[38]
- Medal 100-lecia Ewangelickiego Duszpasterstwa Wojskowego „Soli Deo Gloria” – 2020[39]
- Commander Legii Zasługi – Stany Zjednoczone[3]
- Bronze Star – Stany Zjednoczone
- Krzyż Honorowy Bundeswehry w Złocie – Niemcy, 2020[40]
- Medal NATO za misję ISAF
- Oficer Orderu Zasługi CISM – CISM, 2021[41]
- Honorowy obywatel miasta Leszna – 2019[42]

## Życie prywatne
Żonaty. Na co dzień mieszka z rodziną w Rzepinie w powiecie słubickim. Zainteresowania: historia wojska, myślistwo.